# Szilaj, a szabadon száguldó
A  Szilaj, a szabadon száguldó, az első négy évadban még Szilaj, a szabadon szárnyaló (eredeti cím: Spirit Riding Free) 2017-től sugárzott amerikai televíziós 3D-s számítógépes animációs sorozat, melyet a DreamWorks Animation Television gyártott és a Netflix forgalmaz. A rajzfilm sorozat a 2002-ben bemutatott Szilaj, a vad völgy paripája című animációs film alapján készült. Műfaja kalandfilmsorozat. A sorozatot 2017. május 5-én a Netflix, míg Magyarországon 2018 december 24-én a Minimax mutatta be. 2021-ben egy mozifilm is készült a sorozat alapján, Szilaj: Zabolátlanok címmel. 2025. február 4-én az M2 is bemutatta.

## Ismertető
Lucky, a belevaló 12 éves kislány összebarátkozik egy vad musztánggal, akinek a Szilaj nevet adja. Két legjobb barátjával, Abigaillel és Prúval, valamint lovaikkal együtt egy vég nélküli lovaglással és mókával teli világot fedeznek fel. Együtt feszegetik határaikat, és megtapasztalják, milyen igazán szabadnak lenni.

## Szereplők
| Szereplő                   | Eredeti hang            | Magyar hang                                                                         |
| -------------------------- | ----------------------- | ----------------------------------------------------------------------------------- |
| Lucky Prescott             | Amber Frank             | Pekár Adrienn Laurinyecz Réka (énekhang)                                            |
| Pru Granger                | Sydney Park             | Csuha Bori                                                                          |
| Abigail Stone              | Bailey Gambertoglio     | Szűcs Anna Viola Molnár Ilona (7x03. rész) Hermann Lilla (énekhang)                 |
| Maricela Gutierrez         | Darcy Rose Byrnes       | Szentesi Dorottya Nádorfi Krisztina (énekhang)                                      |
| Jim Prescott               | Nolan North             | Seder Gábor                                                                         |
| Cora Prescott              | Kari Wahlgren           | Hámori Eszter                                                                       |
| Nyiszi Stone               | Duncan Joiner           | Berecz Kristóf Uwe                                                                  |
| Turo                       | Andy Pessoa             | Baráth István                                                                       |
| Kate Flores                | Tiya Sircar             | Orosz Anna                                                                          |
| Al Granger                 | Jonathan Craig Williams | Varga Rókus Petridisz Hrisztosz (énekhang)                                          |
| Bianca                     | Gabriella Graves        | Kobela Kíra (1-8. évad) Boldog Emese (Póni mesék) Antal Enikő (Szilaj karácsony)    |
| Mary Pat                   | Gabriella Graves        | Mayer Szonja (1-8. évad) Hermann Lilla (Póni mesék) Boldog Emese (Szilaj karácsony) |
| Julian Prescott            | Lucas Grabeel           | Penke Bence                                                                         |
| Grayson                    | James Patrick Stuart    | Seszták Szabolcs                                                                    |
| Althea                     | Anna Vocino             | Sági Tímea (2-7. évad) Kiss Erika (9. évad)                                         |
| Frank                      | Jet Jurgensmeyer        | Pál Dániel Máté                                                                     |
| Javier                     | Andy Aragon             | Berkes Bence                                                                        |
| Mixtli                     | Bridger Zadina          | Markovics Tamás (3. évad) Ungvári Gergely (Póni mesék)                              |
| Hester                     | Maisy Stella            | Molnár Ilona                                                                        |
| Miz Mcdonnell              | Christine Baranski      | Kiss Erika (3. évad) Böhm Anita (Póni mesék)                                        |
| Mr. Winthrop               | Dee Bradley Baker       | Czető Roland (2. évad) Jánosi Ferenc (4-8. évad) Juhász Zoltán (9. évad)            |
| James Prescott Sr.         | Victor Garber           | Rosta Sándor (4-7. évad) Albert Gábor (10. évad)                                    |
| Milagro Navarro            | Natalie Otano           | Gulás Fanni                                                                         |
| Fito                       | Eric Lopez              | Faragó András                                                                       |
| Estrella                   | Marite Mantilla         | Szórádi Erika                                                                       |
| Solana                     | Lilimar Hernandez       | Nádorfi Krisztina                                                                   |
| Fannie Granger             | Dawnn Lewis             | Nyírő Eszter (9. évad)                                                              |
| Gutierrez polgármester     | Christian Lanz          | Csuha Lajos (6-7. évad) Gubányi György István (Póni mesék)                          |
| Jane "Butch" LePray        | Katey Sagal             | Solecki Janka                                                                       |
| Mrs. Hungerford            | Julie Brown             | Kisfalvi Krisztina (6. évad) Menszátor Magdolna (Póni mesék)                        |
| Madame Gummery             | Holland Taylor          | Menszátor Magdolna                                                                  |
| Rose Pendleton             | Maddie Ziegler          | Czető Zsanett                                                                       |
| Eliza Moreno               | Merit Leighton          | Molnár Ilona                                                                        |
| Daisy McWane               | Allie Urrutia           | Hermann Lilla                                                                       |
| Beatrice "Bebe" Schumann   | Julia Lester            | Tamási Nikolett (Póni mesék-9. évad) Böhm Anita (10. évad)                          |
| Ursula Lin Yang            | Charlet Chung           | Győrfi Laura                                                                        |
| Daphne Visser              | Georgia Dolenz          | Gulás Fanni                                                                         |
| Mrs. Eliza Eaton           | Kay Bess                | Dudás Eszter                                                                        |
| Samuel "Carlisle" Hayes    | James Patrick Stuart    | Imre István                                                                         |
| Sally Jessup               | Katherine McNamara      | Andrádi Zsanett                                                                     |
| Ronny                      | David Faustino          | Szabó Endre                                                                         |
| Ivan                       | Evan Agos               | Molnár Olivér                                                                       |
| Lydia "Lyds" Jane Sterling | Kitana Turnbull         | Dögei Éva (9x03-04. és 10x03-10x07. rész) Böhm Anita (9x05. rész)                   |
| Jack                       | Paul-Mikél Williams     | Bogdán Gergő                                                                        |
| Alex                       | Justin Felbinger        | Berkes Bence                                                                        |
| Beef                       | Austin Kane             | Markovics Tamás                                                                     |
| Sahir Kapoor               | Karan Brar              | Czető Ádám                                                                          |
| Priya Kapoor               | Roshni Edwards          | Dögei Éva (9x05. rész) Laudon Andrea (9x07-10x05. rész)                             |
| Perkins igazgató           | Rhys Darby              | Bolla Róbert (9x03-10x01. rész) Petridisz Hrisztosz (10x05-10x07. rész)             |
| Dr. Cope                   | Briana Leon             | Nyírő Eszter                                                                        |
| Főzős Harriet              | Grey Griffin            | Dudás Eszter                                                                        |
| Schumann őrmester          | Rob Riggle              | Seszták Szabolcs                                                                    |
| Rose Stone                 | Anna Vocino             | Dudás Eszter                                                                        |
| George Stone               | Colby James West        | Szabó Endre                                                                         |
| Bradley edző               | Jane Lynch              | Simonyi Réka (10x01. rész) Farkas Zita (10x04. rész)                                |
| Miss Lang                  | Jennie Kwan             | Dudás Eszter                                                                        |
| Eleanor Kimble             | Cassidy Marie Huff      | Vadász Bea                                                                          |
| Mr. Dawson                 | Ray Chase               | Albert Gábor                                                                        |
| Mrs. Dawson                | Rachel Kimsey           | Böhm Anita                                                                          |
| Mr. Daniels                | Piotr Michael           | Kapácsy Miklós                                                                      |
| Ramona                     | Carla Tassara           | Szabó Zselyke                                                                       |
| Tyler                      | Benjamin Flores Jr.     | Bergendi Áron                                                                       |
| Lou                        | Nolan North             | Szabó Endre                                                                         |
| Mr. Krumholt               | Ray Chase               | Törköly Levente                                                                     |

## Magyar változat

### Szabadon száguldó[5]
A szinkront a Minimax megbízásából a Subway stúdió készítette.
- Felolvasó: Korbuly Péter
- Főcímdal: Csuha Bori
- Magyar szöveg: Fórián Eszter, Markwarth Zsófia, Szalai Eszter
- Gyártásvezető: Szerepi Hella
- Hangmérnök: Gajda Mátyás
- Szinkronrendező: Molnár Ilona
- Produkciós vezető: Kicska László
- További magyar hangok: Dézsy Szabó Gábor, Gubányi György István, Joó Gábor, Juhász Zoltán, Kerekes Kinga, Király Adrián, Laudon Andrea, Németh Gábor, Petridisz Hrisztosz, Renácz Zoltán, Sörös Miklós, Tóth Szilvia

### Póni mesék[6]
A szinkront a Netflix megbízásából a BTI Stúdió készítette.
1. évad
- Főcímdal: Sági Tímea
- Dalszöveg: Bencze Ádám Imre
- Magyar szöveg: Bárány Judit
- Produkciós vezető: Bárány Sándor

2. évad
- Főcímdal: Laurinyecz Réka
- Magyar szöveg: Markwarth Zsófia
- Dramaturg: Markwarth Zsófia
- Szinkronrendező: Böhm Anita
- Dalszöveg: Ulmann Zsuzsa
- Zenei rendező: Kozma Attila, Ulmann Zsuzsa
- Hangmérnök: Király Csaba, Láng András
- További magyar hangok: Böhm Anita, Dögei Éva, Dudás Eszter, Seszták Szabolcs, Törtei Tünde

### Szilaj karácsony[6][7]
A szinkront a Netflix megbízásából a BTI Stúdió készítette.
- Főcímdal: Laurinyecz Réka
- Magyar szöveg: Markwarth Zsófia
- Dramaturg: Markwarth Zsófia
- Szinkronrendező: Böhm Anita, Sostarics Ágnes
- Dalszöveg: Ulmann Zsuzsa
- Zenei rendező: Kozma Attila, Ulmann Zsuzsa
- Hangmérnök: Király Csaba, Láng András
- Produkciós vezető: Bárány Sándor
- További magyar hangok: Andai Kati, Imre István, Németh Gábor

### Lovasiskola[6]
A szinkront a Netflix megbízásából a BTI Stúdió (1x01-2x01. rész) és az IYUNO Media Group (2x02-2x09. rész) készítette.
- Főcímdal: Laurinyecz Réka
- Magyar szöveg: Markwarth Zsófia
- Dramaturg: Markwarth Zsófia
- Szinkronrendező: Böhm Anita, Sostarics Ágnes
- Dalszöveg: Ulmann Zsuzsa
- Zenei rendező: Kozma Attila, Ulmann Zsuzsa
- Hangmérnök: Király Csaba, Láng András
- Produkciós vezető: Bárány Sándor
- További magyar hangok: Albert Gábor, Böhm Anita, Nyírő Eszter, Kapácsy Miklós, Moser Károly, Petridisz Hrisztosz, Tamási Nikolett

## Magyar cím
A sorozat magyar címe kezdetben az első 26 részben Szilaj, a szabadon szárnyaló volt, és bár már akkor is Szilaj, a szabadon száguldó címen reklámozták, csak a 27. résztől lett az utóbbi cím bemondva az epizódokban is. Később újraszinkronizálták a címbemondást az első 26 részben, így már mind az 52 részben a Szilaj, a szabadon száguldó cím hallható.

## Epizódok
| Évad | Évad                   | Epizódok               | Eredeti sugárzás    | Eredeti sugárzás    | Eredeti adó | Magyar sugárzás     | Magyar sugárzás     | Magyar adó |
| Évad | Évad                   | Epizódok               | Évadpremier         | Évadfinálé          | Eredeti adó | Évadpremier         | Évadfinálé          | Magyar adó |
| ---- | ---------------------- | ---------------------- | ------------------- | ------------------- | ----------- | ------------------- | ------------------- | ---------- |
|      | 1                      | 6                      | 2017. május 5.      | 2017. május 5.      | Netflix     | 2018. december 24.  | 2018. december 29.  | Minimax    |
|      | 2                      | 7                      | 2017. szeptember 8. | 2017. szeptember 8. | Netflix     | 2018. december 30.  | 2019. január 5.     | Minimax    |
|      | 3                      | 7                      | 2017. november 17.  | 2017. november 17.  | Netflix     | 2019. január 6.     | 2019. január 12.    | Minimax    |
|      | 4                      | 6                      | 2018. március 16.   | 2018. március 16.   | Netflix     | 2019. január 13.    | 2019. január 18.    | Minimax    |
|      | 5                      | 7                      | 2018. május 11.     | 2018. május 11.     | Netflix     | 2019. június 20.    | 2019. június 26.    | Minimax    |
|      | 6                      | 6                      | 2018. augusztus 17. | 2018. augusztus 17. | Netflix     | 2019. június 27.    | 2019. július 2.     | Minimax    |
|      | 7                      | 7                      | 2018. november 9.   | 2018. november 9.   | Netflix     | 2019. július 3.     | 2019. július 9.     | Minimax    |
|      | 8                      | 6                      | 2019. április 5.    | 2019. április 5.    | Netflix     | 2019. július 8.     | 2019. július 11.    | Minimax    |
|      | Póni mesék 1           | 6                      | 2019. augusztus 3.  | 2019. augusztus 3.  | Netflix     | 2019. augusztus 3.  | 2019. augusztus 3.  | Netflix    |
|      | Póni mesék 2           | 4                      | 2019. október 18.   | 2019. október 18.   | Netflix     | 2019. október 18.   | 2019. október 18.   | Netflix    |
|      | Különkiadás            | Különkiadás            | 2019. december 6.   | 2019. december 6.   | Netflix     | 2019. december 6.   | 2019. december 6.   | Netflix    |
|      | Lovasiskola 1          | 7                      | 2020. április 3.    | 2020. április 3.    | Netflix     | 2020. április 3.    | 2020. április 3.    | Netflix    |
|      | Lovasiskola 2          | 9                      | 2020. szeptember 4. | 2020. szeptember 4. | Netflix     | 2020. szeptember 4. | 2020. szeptember 4. | Netflix    |
|      | Interaktív különkiadás | Interaktív különkiadás | 2020. december 8.   | 2020. december 8.   | Netflix     | 2020. december 8.   | 2020. december 8.   | Netflix    |